# کلیفتون (کلرادو)
کلیفتون (به انگلیسی: Clifton) یک منطقهٔ مسکونی در ایالات متحده آمریکا است که در شهرستان میسا، کلرادو واقع شده‌است. کلیفتون ۱۷٫۸ کیلومتر مربع مساحت و ۱۹٬۸۸۹ نفر جمعیت دارد و ۱٬۴۴۰ متر بالاتر از سطح دریا واقع شده‌است.